# 朝鲜艾
朝鲜艾（学名：Artemisia argyi var. gracilis）为菊科蒿属下的一个变种。